# Jože Brilej
Jože Brilej (Dobje pri Planini, 1. januar 1910 — 8. maj Ljubljana, 1981) bio je doktor prava, ambasador, stalni predstavnik FNRJ u Ujedinjenim nacijama, član Jugoslovenskog udruženja za međunarodno pravo, dopisni član Međunarodne diplomatske akademije i rezervni pukovnik.

## Biografija
Klasičnu gimnaziju završio u Mariboru, Pravni fakultet u Ljubljani. U NOB od 1941. godine u Sloveniji,a od 1932. godine sudeluje u revolucionarnom pokretu kao član KPJ; član Okružnog komiteta KP Slovenije (1933). Na pokrajinskoj partijskoj konferenciji KPJ za Sloveniju, na Goričanima, izabran je u Pokrajinski komitet KPJ za Sloveniju. Bio pomoćnik političkog komesara Glavnog štaba Slovenije, politički komesar XIV divizije, politički komesar VII korpusa. 
Po oslobođenju načelnik Ministarstva inostranih poslova, ambasador FNRJ u Londonu i u Kairu, od 1954 stalni predstavnik FNRJ u Ujedinjenim nacijama.

## Odlikovanja
- Orden partizanske zvezde I i II reda
- Orden rada I reda
- Orden zasluga za narod I reda
- Orden jugoslovenske zastave II reda
- Orden bratstva i jedinstva I reda
- Orden za hrabrost
- Poljski orden Grunvaldskog krsta
- Polonia Restituta

## Literatura
- Ko je ko u Jugoslaviji, Beograd 1957. godina
- Enciklopedija Jugoslavije, Zagreb 1982. godina